# 山內梓
山內梓（1998年9月11日—），靜岡縣出身，是日本女子射箭選手，她曾代表日本參加2020年東京奧運的女子個人、女子團體和混合團體射箭項目。曾經代表日本參加由臺北市舉辦的臺北市世大運